# Campeonato Europeu de Atletismo em Pista Coberta de 2013 - Revezamento 4x400 m masculino
A prova dos 4 x 400 masculino do Campeonato Europeu de Atletismo em Pista Coberta de 2013 foi disputada no dia 3 de março de 2013 no Scandinavium em Gotemburgo, Suécia.

## Recordes
Antes desta competição, os recordes mundiais e do campeonato nesta prova eram os seguintes:
|                       | Nacionalidade  | Tempo     | Local    | Data               |
| --------------------- | -------------- | --------- | -------- | ------------------ |
| Recorde mundial       | Estados Unidos | 3m 02s 83 | Maebashi | 7 de março de 1999 |
| Recorde do campeonato | Polónia        | 3m 05s 50 | Viena    | 3 de março de 2002 |
| Recorde europeu       | Estados Unidos | 3m 03s 01 | Maebashi | 7 de março de 1999 |

## Medalhistas
| Ouro                                                                           | Prata                                                                                   | Bronze                                                              |
| Reino Unido · Michael Bingham · Richard Buck · Nigel Levine · Richard Strachan | Rússia · Pavel Trenikhin · Yuriy Trambovetskiy · Konstantin Svechkar · Vladimir Krasnov | Chéquia · Daniel Němeček · Josef Prorok · Petr Lichý · Pavel Maslák |

## Cronograma
Todos os horários são locais (UTC+2).
| Data       | Hora  | Evento |
| ---------- | ----- | ------ |
| 3 de março | 18:45 | Final  |

## Resultado
A prova foi realizada às 18:45 no dia 3 de março de 2013.  

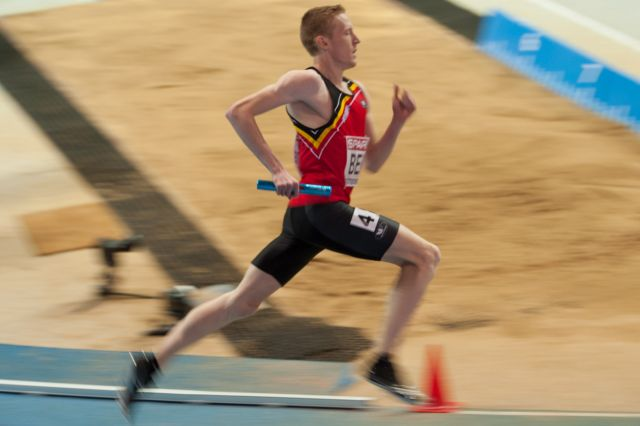
Tim Rummens correndo na última etapa para a Bélgica

| Posição           | Raia | Nacionalidade | Atleta                                                                   | Tempo   | Notas   |
| ----------------- | ---- | ------------- | ------------------------------------------------------------------------ | ------- | ------- |
| Medalha de ouro   | 5    | Reino Unido   | Michael Bingham Richard Buck Nigel Levine Richard Strachan               | 3:05.78 |         |
| Medalha de prata  | 6    | Rússia        | Pavel Trenikhin Yuriy Trambovetskiy Konstantin Svechkar Vladimir Krasnov | 3:06.96 |         |
| Medalha de bronze | 1    | Chéquia       | Daniel Němeček Josef Prorok Petr Lichý Pavel Maslák                      | 3:07.64 |         |
| 4                 | 4    | Bélgica       | Antoine Gillet Kevin Borlée Arnaud Ghislain Tim Rummens                  | 3:07.98 |         |
| 5                 | 2    | Suécia        | Felix Francois Nil de Oliveira Johan Wissman Dennis Forsman              | 3:09.42 |         |
| 6                 | 3    | Polónia       | Michał Pietrzak Rafał Omelko Łukasz Domagała Grzegorz Sobiński           | DSQ     | R 163.2 |

Legenda
| Recorde mundial       | Recorde mundial (World record)               |                       | Recorde africano                      | Recorde africano (African) |                                           | Q | Classificado por posição (Qualified) |
| Recorde do campeonato | Recorde do campeonato (Championship record)  | Recorde da América    | Recorde da América (Americas)         | q                          | Classificado por melhor tempo (Qualified) |   |                                      |
| Melhor marca do ano   | Melhor marca do ano (World leading)          | Recorde asiático      | Recorde asiático (Asian)              | DNS                        | Não largou (Did not start)                |   |                                      |
| Recorde nacional      | Recorde nacional (National record)           | Recorde europeu       | Recorde europeu (European)            | DNF                        | Não terminou (Did not finish)             |   |                                      |
| Recorde pessoal       | Recorde pessoal do atleta (Personal best)    | Recorde da Oceania    | Recorde da Oceania (Oceania)          | DSQ / DQ                   | Desclassificado (Disqualified)            |   |                                      |
| Recorde da temporada  | Recorde da temporada do atleta (Season best) | Recorde sul-americano | Recorde sul-americano (South America) | NM                         | Sem marca (No mark)                       |   |                                      |